# Rise Up (minialbum)
Rise Up – specjalny minialbum południowokoreańskiej grupy Astro, wydany 24 lipca 2018 roku przez wytwórnię Fantagio Music. Płytę promował singel „Always you” (kor. 너잖아 (Always you)). Sprzedał się w nakładzie 31 148 egzemplarzy w Korei Południowej (stan na październik 2018 r.). Zespół nie promował płyty w programach muzycznych, ponieważ był to specjalny album poświęcony fanom.

## Lista utworów
| CD | CD                                                                        | CD                                                      | CD                                                            | CD                                         | CD      |
| Nr | Tytuł utworu                                                              | Tekst                                                   | Kompozycja                                                    | Aranżacja                                  | Długość |
| -- | ------------------------------------------------------------------------- | ------------------------------------------------------- | ------------------------------------------------------------- | ------------------------------------------ | ------- |
| 1. | „Neojanha (Always you)” (kor. 너잖아 (Always you))                        | Duble Sidekick, BLACK EDITION, YOSKE, Bull$EyE, Jin Jin | Duble Sidekick, EastWest, YOSKE, Bull$EyE, Design88           | EastWest, Design88                         | 3:43    |
| 2. | „Neoui dwieseo (By Your Side)” (kor. 너의 뒤에서 (By Your Side))          | Astro, Oreo                                             | Iggy (Oreo), c-no (Oreo), Woong Kim (Oreo)                    | c-no (Oreo), Woong Kim (Oreo)              | 3:24    |
| 3. | „Oechinda (Call Out)” (kor. 외친다 (Call Out))                            | zomay, OBROS, real-fantasy, Bello, Jin Jin, Rocky       | OBROS, zomay, real-fantasy, Bello                             | OBROS, real-fantasy, zomay                 | 3:33    |
| 4. | „Nae gyeote isseojwo (Stay with me)” (kor. 내 곁에 있어줘 (Stay with me)) | Bily Acoustie, Jin Jin (Rap Making)                     | 220, McKay                                                    | 220, McKay                                 | 3:40    |
| 5. | „Real Love”                                                               | Jinli (Full8loom), Rap Making: Jin Jin, Rocky           | Glory Face (Full8loom), Jinli (Full8loom), Jake K (Full8loom) | Glory Face (Full8loom), Jake K (Full8loom) | 3:43    |

## Notowania
| Lista                        | Pozycja |
| ---------------------------- | ------- |
| Gaon Weekly Album Chart      | 2       |
| Gaon Monthly Album Chart     | 11      |
| Billboard World Albums Chart | 7       |
| Five Music (Tajwan)          | 5       |